# SC Dynamo Berlin
SC Dynamo Berlin var en sportklub i Østberlin i perioden 1951-1991. I 1980'erne var klubben aktiv indenfor håndbold, atletik, svømning, gymnastik, cykelsport, hurtigløb på skøjter, kunstskøjteløb, ishockey, fægtning, boksning og volleyball.
Fodboldklubben BFC Dynamo var frem til 1966 en fodboldsektion indenfor SC Dynamo Berlin. Eisbären Berlin var frem til 1990 en del af SC Dynamo.

## Eksterne links
- Wikimedia Commons har flere filer relateret til SC Dynamo Berlin